# PRIDE 武士道 -其の弐-
PRIDE 武士道 -其の弐-（プライド ぶしどう そのに）は、日本の総合格闘技イベント「PRIDE」の大会の一つ。2004年（平成16年）2月15日、神奈川県横浜市の横浜アリーナで開催された。

## 大会概要
日本vsシュートボクセ・アカデミーの対抗戦が行われ、シュートボクセが2対1で勝ち越した。
期待されたエース候補、桜井"マッハ"速人が初参戦するもホドリゴ・グレイシーに敗れ、黒星で武士道デビュー。
DEEPミドル級王者上山龍紀、チェ・ム・ベがPRIDEデビュー。

## 試合結果
武士道挑戦試合 5分2R
○  チェ・ム・ベ vs.  今村雄介 ×
1R 4:08 スリーパーホールド
武士道挑戦試合 5分2R
○  岡見勇信 vs.  桜井隆多 ×
2R終了 判定3-0
第1試合 PRIDE武士道ルール 1R10分、2R5分
○  滑川康仁 vs.  エギリウス・ヴァラビーチェス ×
1R 1:05 フロントチョーク
第2試合 PRIDE武士道ルール 1R10分、2R5分
○  ショーン・シャーク vs.  上山龍紀 ×
2R終了 判定3-0
第3試合 PRIDE武士道ルール 1R10分、2R5分
○  マリオ・スペーヒー vs.  マイク・"バットマン"・ベンチッチ ×
1R 0:11 KO（右フック）
第4試合 PRIDE武士道ルール 1R10分、2R5分
○  高瀬大樹 vs.  クリス・ブレナン ×
2R終了 判定3-0
第5試合 PRIDE武士道ルール 1R10分、2R5分
○  ホドリゴ・グレイシー vs.  桜井"マッハ"速人 ×
2R終了 判定3-0
第6試合 PRIDE武士道ルール 1R10分、2R5分
○  ミルコ・クロコップ vs.  山本宜久 ×
1R 2:12 TKO（レフェリーストップ：スタンドパンチ連打）
第7試合 日本VSシュート・ボクセ 3対3対抗戦 先鋒戦 1R10分、2R5分
○  五味隆典 vs.  ジャドソン・コスタ ×
1R 4:55 TKO（レフェリーストップ：マウントパンチ）
第8試合 日本VSシュート・ボクセ 3対3対抗戦 中堅戦 1R10分、2R5分
○  マウリシオ・ショーグン vs.  郷野聡寛 ×
1R 9:04 KO（サッカーボールキック）
第9試合 日本VSシュート・ボクセ 3対3対抗戦 大将戦 1R10分、2R5分
○  ヴァンダレイ・シウバ vs.  美濃輪育久 ×
1R 1:09 KO（パウンド）